# Чупины
 Чупины  — деревня в Орловском районе Кировской области. Входит в состав Орловского сельского поселения.

## География
Расположена на расстоянии примерно 27 км по прямой на северо-запад от райцентра города Орлова менее 1 км на северо-восток от деревни Солоницыны.

## История
Известна с 1727 года как починок Чюпинской с 1 двором, в 1763 году 27 жителей, в 1802 6 дворов. В 1873 году здесь (Чупинской или Еремичи) дворов 10 и жителей 76, в 1905 (деревня Чупинская или Чупины) 16 и 125, в 1926 (Чупины) 29 и 120, в 1950 26 и 55, в 1989 84 жителя. С 2006 по 2011 год входила в состав Шадричевского сельского поселения.

## Население
Постоянное население составляло 60 человек (русские 96%) в 2002 году, 51 в 2010.